# كارلوس لوبيز رييس
كارلوس لوبيز رييس (بالإسبانية: Carlos López Reyes)‏ هو مدرب كرة قدم ولاعب كرة قدم تشيلي، ولد في 14 مارس 1988 في تشيلي. لعب مع ديبورتيفو نوبلينس ‏.

## وصلات خارجية
- كارلوس لوبيز رييس على موقع قاعدة بيانات كرة القدم.إي يو (الإنجليزية)
- كارلوس لوبيز رييس على موقع Soccerway.com (الإنجليزية)